# Летящ старт
Летящият старт (на английски: rolling start, известен още като Старт Индианаполис) е вид старт в автомобилните спортове, който автомобилите правят една или няколко подгряващи обиколки, водени от колата за сигурност. Когато всичко е готово, колата за сигурност напуска пистата и малко след това развяването на зелен флаг дава начало на състезанието. Чак тогава на състезателите е позволено да ускорят. С летящ старт започват състезанията в НАСКАР, Индикар (през сезон 2007 състезанията на улични трасета започват със старт от място), 24-те часа на Льо ман и др. Във Формула 1 летящ старт се използва при подновяване на надпреварата след излизане на колата за сигурност и много рядко при началото на състезанието, когато атмосферните условия са лоши (например през 2009 г. в Китай, 2008 г. в Италия, 1997 и 2000 г. в Белгия и др.)
Има различни правила, които не позволяват на състезателите да печелят предимство при летящ старт. В НАСКАР пилотите, намиращи се от вътрешната страна на овала нямат право да изпреварват коли, намиращи се от външната страна, докато не пресекат стартовата линия. Пилотът на пол-позиция няма право рязко да намалява скоростта и по този начин да принуди останалите зад него да се скупчат на едно място.
Противоположност на летящия старт е стартът от място, при който болидите или мотоциклетите се намират в състояние на покой, подредени на стартовата решетка, непосредствено преди сигнала (най-често светлинен) за начало на състезанието.